# 郑贵妃
恭恪惠荣和靖皇贵妃（1567年—1630年），郑氏，本名正史无记载，有推断为郑梦境。北京大興縣人，明神宗朱翊钧贵妃，福王朱常洵、邠哀王朱常溆、浣怀王朱常治、云和公主、灵丘公主、壽寧公主生母，南明弘光帝祖母。
万历九年（1581年）朝廷备选九嫔。万历十年（1582年）三月，明神宗册封九嫔，郑氏被封为淑嫔，位居九嫔第二位，其在之后的四年内逐步晋封为德妃、贵妃、皇贵妃。
崇祯三年（1630年），郑皇贵妃薨逝，谥号恭恪惠荣和靖皇贵妃。清顺治元年（1644年），南明朝廷成立，郑贵妃的孙子朱由崧在南京践祚，追尊祖母为孝宁温穆庄惠慈懿宪天裕圣太皇太后。

## 人物生平

### 初入宫闱
万历九年（1581年）八月十二日，没有子嗣的明神宗因“储嗣未蕃”，命“愽选淑女以备侍御”，内阁首辅张居正查得嘉靖九年明世宗遴选九嫔旧例，上奏明神宗。八月十八日，明神宗敕礼部，要求选择「年十四岁以上，十六岁以下的民间女子，容仪端淑，礼教素娴，及父母身家无过者」，并特意嘱咐“安静行事，毋得因而骚扰”。
万历十年（1582年）三月六日，明神宗御皇极殿，传制册封九嫔，郑氏容貌艳丽出众，受册为淑嫔，位居九嫔第二位。
郑皇贵妃多年后重刊《闺范图说》，在自序中也写到了当时自己参加遴选淑女时的情况：「及其十有五年，躬逢圣母广嗣之恩，遂备九嫔之选。」因郑贵妃的出生年份无确实记载，有作者据此推测为隆庆元年（1567年）左右:52。
万历十一年（1583年）七月二十六日，明神宗谕内阁，淑嫔郑氏因孕进封德妃，是为九嫔之中第一位封妃之人。八月七日行德妃册封礼，遣定国公徐文璧、朱应桢为正使，大学士申时行、余有丁为副使持捧节册，册封淑嫔郑氏为德妃。 明神宗在德妃册文中夸奖郑氏：「柔嘉玉质，婉嬺兰仪。」至此，郑皇贵妃开始在万历一朝崭露头角。
同年十一月二十七日郑德妃生下皇次女云和公主， 明神宗大喜，不仅为女儿取名为轩姝，取朱家爱女之意，并按旧例诏取太仓银十万两，光禄寺银五万两来庆祝小公主的新生，最终因内阁劝谏改为十万两。
万历十二年（1584年），郑德妃怀孕，八月七日，明神宗遣定国公徐文璧，大学士申时行为正使，恭顺侯吴继爵，彰武伯杨炳，大学士许国为副使，各持捧节册，进封德妃郑氏为贵妃。
同年十二月二十九日郑贵妃生下皇次子朱常溆，不幸出生时夭折。万历十三年（1585年）正月十九日，明神宗追封皇第二子为邠哀王，遣成国公朱应祯、大学士申时行持捧节册行礼，后安葬金山。
据万历朝户科给事中姜应麟的曾孙，在清代《先太常公传略》里的记载，郑贵妃身怀皇第二子时，宠冠后宫已三年矣，明神宗与之戏逐，而伤身，致皇二子早夭。郑贵妃因而怨怼于明神宗，神宗怜惜贵妃，便与其私下盟誓，若再有生子必立为东宫。后皇第三子出生，明神宗果然特加优待。“上与之戏逐而伤之，生三月不育。” 其曾祖姜应麟为明代言官，因上疏劝立皇长子为太子而受贬谪。

### 朝廷非议
明朝文学家沈德符在其所著的《万历野获编》一书中写到，明宪宗之万贵妃受宠之时已非年少，而恩宠不衰，“亦犹今上（明神宗）之专眷郑贵妃，岁三十年也。”从郑皇贵妃参选九嫔进宫，一直到明神宗驾崩前，留下立郑皇贵妃为后的遗言，恰如沈德符所言，三十八年矣。
万历十四年（1586年）正月初五，郑贵妃生下皇三子朱常洵朱常洵，明神宗以内库银两缺乏为名，讨要太仓银十五万两，用以庆祝皇第三子出生。
二月三日，大学士申时行等上奏，请立皇长子为太子，被明神宗以“元子婴弱”为由，推迟两三年再行册立。二月五日，大学士申时行等再次上奏，重申了早日册立国本于社稷有益，又针对明神宗「元子婴弱」的藉口提出了解决方法，即可以先行册立之事，至于太子出阁讲学则可以推迟两三年再举行。明神宗对此只批示“遵前旨行”，并于是日谕礼部：“贵妃郑氏，进封皇贵妃。”
此旨一出，引来众人反对，二月八日户科给事中姜应麟上疏题曰：贵妃郑氏以孕育蒙恩，但名号「太崇」，且郑贵妃所生只为皇第三子，皇贵妃之名应先封皇长子的母亲。而皇长子之母王恭妃反居于其下，岂不长幼颠倒，伦理不顺。故请先册立恭妃王氏为皇贵妃，后及郑氏，并立皇长子为东宫。明神宗在看到此疏之后震怒，手颤不能御笔，以手拍御案几裂，贬姜应麟极边杂职，为广昌县典史。
二月九日，吏部验封司员外郎沈璟亦上疏请求立储，并反对独封郑氏为皇贵妃，王恭妃亦该进封，以显示皇帝没有偏爱之嫌，明神宗怒命其贬谪三级，得行人司司正。
二月十日礼部上疏，再次请立皇储，且并封王氏、郑氏为皇贵妃，上不听。
二月十九日刑部山西司主事孙如法在奏疏中对明神宗关于独独进封贵妃郑氏为皇贵妃，“非为储贰，因其敬奉勤劳，特加殊封”的解释，予以辩驳。他认为这是一种托词：“天下之人但见恭妃王氏诞育元嗣，已及五年，是固左右宸居，朝夕奉御者也，岂毫无敬奉之劳？而未闻有奇封之典。贵妃郑氏敬奉勤劳，积有月日固然，而何其一生皇子，即有皇贵妃之封也？奇封之典贵妃能得之于皇子方生之日，而恭妃不能得之于五年敬奉之久？此天下之所以不能无疑也。”他为姜应鳞、沈璟辩护，认为二人被贬，反而导致人心更加怀疑。二臣所说，不过是“重储贰”“定大本”，因为立嫡以长自有定分，希望陛下早定而豫教，与陛下“立储自有长幼”之意，正好相合。他们所说的“慎封典”“详大典”，不过是说，恭妃、贵妃都诞育皇子，贵妃不应该独封，希望并封恭妃，并没有阻止贵妃之封。这也和皇上所说“册封非为储贰”之言，并不违背。既然如此，为什么要把姜、沈二臣贬谪呢？这正是天下之所以深深怀疑的地方。所以他主张，册立皇长子为皇太子，将恭妃、贵妃同时进封为皇贵妃。
三月二日，明神宗命册封贵妃郑氏为皇贵妃。”。
万历十五年（1587年）九月九日，郑贵妃生下皇四子朱常治。皇四子于万历十六年（1588年）七月十四日早夭，未满周岁，追封沅怀王。
万历十六年（1588年）八月十三日，郑贵妃生下皇六女灵丘公主朱轩姚。
万历二十年（1592年）三月十日，郑贵妃生下皇七女寿宁公主朱轩媁。

### 国本之争
万历十四年（1586年），贵妃郑氏生皇第三子朱常洵，进封皇贵妃。因皇长子之母王恭妃不得进封，且神宗一直拖延册立太子，朝臣疑心郑贵妃图谋立自己的儿子朱常洵为太子，便争言立储，章奏累数千百，皆指斥宫闱，攻击朝政，神宗概置不问。前后争吵长达十五年，使得无数大臣被斥被贬被杖打，明神宗身心交瘁、整个帝国不得安宁的国本之争由此拉开序幕。
万历十七年（1589年）十二月，大理寺评事雒于仁上《酒色财气四箴疏》，对明神宗进行批评、劝诫，使明神宗大为光火。万历十八年（1590年）正月初一，明神宗于毓德宫召见辅臣申时行等人，对于疏中“溺爱郑氏，偏宠贵妃”的指责解释自己没有偏宠溺爱，说“朕只因郑氏勤劳，朕每至一宫，她必相随，朝夕间小心侍奉勤劳，何曾有偏”。在申时行再次提及尽早立储之事时，明神宗又做出解释，只是自己认为长子犹弱，欲等其健壮再行册立之事。
万历二十年（1592年）三月，郑皇贵妃在北京朝阳门外的东岳庙祈福立碑，碑文由武英殿大学士太子太保礼部尚书王锡爵亲自撰写，但不知是出于有心还是无意，在碑文中竟出现了“皇三太子”的称谓。在东岳泰山与国本相关的几个碑刻中，王锡爵撰写的《东岳庙碑》是最早出现“皇三太子”称号的碑，这也是最早称皇三子朱常洵为“太子”的历史记录。
在泰山三阳观，郑皇贵妃曾分别于万历十七年、二十二年、二十四年派乾清宫太监立了三通醮记碑文，其中万历二十二年《皇醮记碑》和万历二十四年《皇醮记碑》皆出现了“太子”的称号，而此时东宫未立，对照万历二十年的北京《东岳庙碑》已称其“皇三太子”，显然“太子”所指为朱常洵。另有万历二十三年《太上老君常清静经》的碑石，碑阴题刻: “万历乙未八月吉旦，大明皇三太子发生刊板永远舍施。差官曹奉。”直称朱常洵为“皇三太子”。只有万历十七年郑贵妃的第一通醮文，当时还称其子为“皇子”，未有“太子”之说。
郑皇贵妃与明神宗在国本之争的敏感时期，祭告象征正统的东岳泰山，并称其子朱常洵为“太子”或“皇三太子”，其欲借助泰山的超自然的力量，争立国本的政治目的昭然若揭。另外，对于泰山有诸多祠庙，为何郑贵妃会选择规模影响并不大的三阳观修醮，周郢认为是神宗一派在斗争中缺乏外廷支持，不敢将其内心所属的太子人选公诸于世，所以选择将真实意图隐含在幽僻的三阳观短碣中。而田承军则从三阳观的命名上解释郑贵妃所以选择此观的因由，认为泰山的三阳观，从字面来看便有“三阳交泰”即好运即降之意，因而希望其子登上太子之位，才是她选择至三阳观修醮的本意。
万历二十四年（1596年），乾清宫、坤宁宫被大火烧毁，明神宗先是移居毓德宫，后移居启祥宫，皇后随之亦居住于启祥宫，但“中宫不复得时奉晏闲，惟翊坤宫郑皇贵妃及其他宠嫔侍左右”。皇后与皇帝同住于一宫，但是依然不得相见的情形，使得京中流言遍起，盛传中宫久病，侍卫不过数人，膳食服御，俱为明神宗裁减大半，王皇后渐渐抑郁成疾。大臣们怀疑，明神宗此举是想等待皇后病逝，好立郑皇贵妃为后，继而立皇三子朱常洵为太子。
万历二十八年（1600年），皇长子讲官黄辉从内侍处探得宫中情况，言皇后多疾，左右之人多认为待得王皇后崩逝，郑皇贵妃将正位中宫，遂将此事告知工科都给事中王德完。十月王德完上疏明神宗，应当眷礼中宫，疏入，帝震怒，并将其下诏狱拷讯。十月三十日明神宗传谕内阁，称皇后乃圣母所选之原配，一直优容以待，只是近几年来为人逐渐变得悍戾不慈，不得以时常教训于她，以全妇道。
万历二十九年（1601年）春，皇长子朱常洛移居迎禧宫，十月立为皇太子，然而并未消除群臣的疑心。
由于明神宗过于偏爱郑贵妃及其所出的皇三子朱常洵，在国本已立之后，外廷对郑贵妃及其子朱常洵的疑心依然不减。发生于万历二十六年的妖书案，万历四十一年，王曰乾状告郑贵妃为立己子，施行厌胜之术，诅咒李太后、明神宗和太子朱常洛，万历四十三年的梃击案，郑贵妃都被或多或少的牵涉其中。
对于郑贵妃在这一系列政治事件中所充当的角色，清朝的史官在编写《明史》的时候认为，郑皇贵妃「亦非有阴鸷之谋、干政夺嫡之事，徒以恃宠溺爱，遂滋谤讪」，不过是因为明神宗对其过于溺爱，无端招致诽谤上身。

### 遗言封后
从万历四十六年（1618年）夏天一直到病逝，明神宗的身体始终不好，且病痛不断。万历四十八年（1620年）四月，王皇后病逝，在明神宗拖延皇后葬礼，逾三月都未为其上尊谥、写神牌神主的情况下，明神宗病危时依然对太子留下遗言：“尔母皇贵妃郑氏，侍朕有年，勤劳茂著，进封皇后。”神宗不仅在遗言中称郑皇贵妃为太子朱常洛的母亲，并一反礼制，在皇后去世不到四个月的时候，再次册立皇后，为了给郑皇贵妃在自己驾崩后名分和物质待遇上最大的保障。
《明宫词》通过年老宫人的描述，记载了明神宗临终前犹顾视郑贵妃思念爱子的情形，“时上（明神宗）年高，王皇后稀进见。当大渐时，犹顾视贵妃，谆谆以河南（福王）为念。”
明光宗继位后命礼部继续立后事宜，但受到内阁的强烈反对。礼部左侍郎孙如游上疏反对遵封郑贵妃为后，虽然先帝念在郑贵妃的劳苦，理应至少给予名份，但详细考察累朝典故，并无此先例，且以原配为后，乃皇后嫡体至尊，以妃为后者，皆是因为其子为帝的缘故。并向明光宗言明，遵从先帝遗命非孝，尊礼实为大孝。疏入，未报。
八月十九日，郑皇贵妃之侄，左军都督府带俸都督佥事郑养性上疏明光宗，请求收回皇贵妃封后成命，久之乃允。
不久明光宗驾崩，朝臣兵科右给事中杨涟、御史左光斗、吏部尚书周嘉谟等人，使郑养性力劝姑姑郑皇贵妃迁出乾清宫，才久之始息。
明熹宗即位大婚时，理应由后宫资历最高的郑贵妃主婚，但在内阁干涉下由神宗朝刘昭妃主婚并掌管太后印玺。
崇祯三年（1630年）五月二十五日，郑皇贵妃薨逝，崇祯皇帝命将郑皇贵妃葬在神宗朝李皇贵妃的墓中，位于明十三陵陵区的银泉山“神宗五妃墓”。五个月后的崇祯三年十月，郑贵妃葬入李皇贵妃园内。。:126。谥曰恭恪惠荣和靖皇贵妃。清顺治元年，鄭貴妃的孫子南明弘光帝朱由崧在南京登基称帝，并追尊祖母鄭貴妃為孝寧溫穆莊惠慈懿憲天裕聖太皇太后。

## 爱屋及乌

### 爱子爱女
郑贵妃在为《闺范图说》所作的自序中写道，自己“荷蒙帝眷，诞育三王、暨诸公主”，结合《明神宗实录》、《万历起居注》以及《酌中志》的记载，可知：“皇贵妃郑娘娘生皇二子、皇三子即福王，又生皇四子，生皇二女、皇六女、皇七女即封寿阳（宁）公主，驸马冉兴让所尚者也。”郑皇贵妃共诞育三子三女，其中皇三子朱常洵和寿宁公主活到了成年。
皇第七女，寿宁公主朱轩媁，《明史》中记载“主为神宗所爱，恩泽异他主”，
《酌中志》记载，郑皇贵妃与明神宗曾亲自为寿宁公主挑选驸马。御前亲选之日，郑皇贵妃作为女眷并不能面见外男，便端坐于帘后，明神宗则“隔帘向郑娘娘指而目之”。

### 恩及郑家
明朝外戚众多，外戚恩荫人数及其升迁顺序应当遵循皇太后家族优于皇后家族，皇后家族优于皇贵妃、贵妃、众妃家族的原则，但事实上外戚家族在这方面的待遇却并不完全遵此原则而主要取决于后妃受皇帝恩宠的程度。《明代外戚研究》一书就写道：“万历年间，备受眷宠的皇贵妃郑氏家族恩荫授职人数也远远多于皇后王氏家族。综合现有史料，有明一代受恩最隆故恩荫授职人数也最多的外戚家族当属仁宗张皇后家族、宣宗孙皇后家族、宪宗生母周太后家族、宪宗王皇后家族（主要在弘治、正德年间）、宪宗万贵妃家族、孝宗张皇后家族、世宗祖母邵太后家族、世宗生母蒋太后家族、神宗生母李太后家族以及神宗郑贵妃家族。”
不仅是郑贵妃的父兄、侄子，还包括她的伯父、堂兄，都受到明神宗的眷顾，屡屡破例晋升。
例如郑贵妃的父亲郑承宪，在万历十年（1582年）郑皇贵妃初封为九嫔之一的淑嫔之时，只被授予正五品正千户锦衣卫带俸一职。仅仅一年之后，万历十一年（1583年）八月，郑皇贵妃从淑嫔进封德妃之时，明神宗立刻将郑承宪升为正三品锦衣卫指挥使带俸。恰巧整一年之后，万历十二年（1584年）八月，郑皇贵妃再次从德妃晋升为贵妃，明神宗同时将郑承宪升为正二品都指挥使带俸。直到万历十七年（1589年）郑承宪病逝，郑皇贵妃之父已经官至从一品都督同知。
再如万历十七年（1589年）郑承宪病卒，郑贵妃之兄郑国泰向明神宗请求承袭父职，神宗本打算授予郑国泰都督同知一职，但因兵部反对，需减职相授，故明神宗授予郑国泰正二品都指挥使一职。数日后兵科都给事中张希皋上疏神宗：“都指挥使只比都督同知低一等，系流官，按照会典，不应承袭。郑承宪已官居极品，国泰如今又得高位，如此优待皇贵妃家，那又应当如何对待皇后之家？请求收回对郑家的恩授。”此疏不报，明神宗并不理会。万历二十九年（1601年）十一月四日，明神宗上其母李太后徽号，加恩皇亲，郑贵妃之兄郑国泰连升四级，官至正一品左都督。有明一朝，皇贵妃及其以下，无论有多受宠，若无军功，外戚授职最高只有郑国泰一人，得到了一品武职左都督的职位。

## 轶事典故

### 捐款赈灾
万历二十二年（1592年），河南遭遇天灾，首辅王锡爵上疏明神宗，写了一篇《劝请赈济疏》请求发内帑之银赈灾。万历在回复王锡爵的上谕中说道：“昨日朕看饥民图说时，皇贵妃正好在侍，便问朕这是何图，为什么画著死人，还有投水的？朕说此乃刑科给事中杨东明所进河南饥民之图，今灾区甚是民饥荒乱，有吃树皮的、有人相食的、故上此图，欲上使朕知民饥荒乱，速行赈灾之事，以救危亡於旦夕。皇贵妃听说后，自愿出钱五千两，用以救济灾民。等之后中宫等再有捐赠的，一并发出。”
郑皇贵妃也在之后为重新刊印《闺范图说》所作的自序中提到了此次赈济救灾之事：“予昔观《河南饥民图》则捐金赈济，今观《闺范图》则用广教言，无非欲民不失其教与养耳！”

### 大高玄殿盟誓
郑贵妃身负盛宠，皇三子朱常洵出生之后，郑贵妃央求明神宗立常洵为储君。紫禁城西北门有一大高玄殿（清朝时为了避清聖祖的名讳，易名為大高元殿），供有真武香火，许愿颇为灵验。明神宗便特意偕郑皇贵妃前来进香，二人秘密盟誓，将来要立常洵为太子。明神宗御笔写下手书一张，放于玉盒之中，由郑皇贵妃代为保管。
万历二十九年，明神宗待皇长子朱常洛长大后，立其为太子。国本立定之后，又把当初的玉盒找了出来，玉盒上的封印宛如当年，开盒之后却发现里面的手书已经被小虫吞噬殆尽。明神宗因为觉得對不起鄭貴妃，此后二十年间再也没有来过大高玄殿。

### 贵妃桥
贵妃桥，又名伍仁桥，位于河北省安国市，始建于万历二十五年（1597年），历时三年，于万历二十七年（1599年）竣工，乃为郑皇贵妃出资敕造，故名贵妃桥。桥身全长57.62米，宽7.5米，为五孔联拱石拱桥。系采用明代典型官式营造方法所营建，顶部有大理石一块，上刻：“大明万历岁次庚子秋季立，郑皇贵妃敕赐修建伍仁桥”，这就是闻名遐迩的贵妃石。据《祁州旧志》载：“贵妃石，在伍仁桥，桥建于明神宗二十七年，长二十余丈，中空有小石砌，北壁上镌郑贵妃数字。每遇河水涨发时，在水高幾尺，至空中即底下，顺流而过，则复高。相传不没中空，即不没此石也。”贵妃桥南北横跨在磁河上，造型优美大方，坚固而轻盈。
郑皇贵妃选择了安国这样一个近京师而被四方的药材之乡来修建桥梁，不仅仅是为了农桑之利和区区利济通涉之惠，也是为了让万民景仰皇上的恩德，使皇家的恩惠得以流传百代。然而对当地的劳动人民来说，贵妃桥的修建却是“百福之事”。
贵妃桥历经400多年，大部构件均为明代遗物。据县志记载，此桥三百多年来仅有过一次修葺，乾隆九年（公元1744年）对望柱石狮仅有少数修补。1982年7月该桥被列入河北省重点文物保护单位之一。2006年6月定为第六批全国重点文物保护单位。

### 宗教活动
万历十七年（1589年）十月，郑皇贵妃派遣钦差乾清宫近侍、御马监太监樊腾，于东岳泰山岱顶三阳观，圣母娘娘陛前，虔修醮典，篆刻碑文，其中有“佑保贵妃圣躬康泰，皇子平安，星辰顺度，疾疫痊除，寿命延长，家国协吉”等词句。
万历三十二年（1604年），郑皇贵妃用泥金在瓷青纸上书写《普门品经》一卷，卷首题云：“大明万历甲辰年十二月吉日，皇贵妃郑谨发诚心，沐手亲书《观世音菩萨普门品经》一卷。恭祝今上圣主，祈愿万万寿，洪福永亨，康泰安裕吉祥。”清代诗人周寿昌在《周寿昌集》中写道：此与杨贵妃用泥金写《心经》祝李三郎福寿事相同。
万历二十年（1592年），郑皇贵妃印施《地藏菩萨本愿经》，共五千四十八部。1985年，在沈阳塔湾无垢净光舍利塔塔宫考古中出土一部。现收藏于沈阳市文物考古研究所。经书长33，宽12.2厘米。分为上、中、下三册，合装在蓝色地云锦函套内，经卷均用织锦装裱外皮。下册封底印有“大明皇贵妃郑梦境谨发诚心，许造地藏菩萨本愿尊经一藏五千四十八部，伏愿皇帝万岁，皇三子增福延寿，睿算千秋，凡向时中消灾，吉祥如意。大明万历壬辰年，印施”等字。有作者指，“由此可知，郑贵妃名‘梦境’”。:52
郑皇贵妃印施的《佛说观世音菩萨救苦经》流传至今。卷末刻印的龙牌题“大明皇贵妃郑发心施印”字样，旁为韋馱像:9—10。

## 家族成员
- 父亲：郑承宪，官至带俸都督同知（从一品）。

- 兄长：郑国泰，官至左都督（正一品）。

- 夫君：朱翊钧，即明神宗，明朝第13位皇帝。

- 长子：朱常溆，追封为邠哀王，谥号哀。
- 次子：朱常洵，即福忠王。永历帝追尊其为明恭宗。
- 幼子：朱常治，追封为沅怀王，谥号怀。
- 长女：朱轩姝，即云和公主。
- 次女：朱轩姚，即靈丘公主。
- 幼女：朱轩媁，即壽寧公主，驸马冉兴让，官至太子太保。

- 長孙：朱由崧，即弘光帝。南明开国皇帝，廟號明安宗。
- 次孫：朱由榘，追封为颖冲王，谥号冲。
- 幼孫：朱由桦，追封为德怀王，谥号怀。

## 个人作品
《大明皇贵妃郑重刊闺范序》
尝闻闺门者万化之原，自古圣帝明王咸慎重之。子赋性不敏，幼承母师之训，时诵诗书之言。及其十有五年，躬逢圣母广嗣之恩，遂备九嫔之选，恪执巾栉，荷蒙帝眷，诞育三王暨诸公主，渐叨皇号，愧无图报微功。前因储位久悬，脱簪待罪，幸赖乾纲独断，出阁讲学，天人共悦，疑议尽解。益自勤励侍御，少暇则敬捧我慈圣皇太后《女鉴》庄诵效法，夙夜兢兢，且时聆我皇上谆谆诲以《帝鉴图说》与凡劝戒诸书，庶几勉修厥德，以肃宫闱。
尤思正已宜正人，治家宜治国，欲推广是心，公诸天下，求其明白简易足为民法者。近得吕氏坤《闺范》一书，是书也前列《四书五经》，旁及诸子百家，上溯唐虞三代，下迄汉宋我朝，贤后哲妃贞妇烈女，不一而足。嘉言善行，照耀简编，清风高节，争光日月。真所谓扶持纲常，砥砺名节，羽翼王化者是也。然且一人绘一图，一图序一事，一事附一赞，事核言直，理明辞约，真闺壶之箴鉴也。然虽不敢上拟仁孝之女诫，章圣之女训，藉令继是编而并传，亦庶乎继述之一事也。独惜传播未广，激劝有遗，愿出宫资命官，重梓颁布，中外永作法程。
嗟嗟！予昔观《河南饥民图》则捐金赈济，今观《闺范图》则用广教言，无非欲民不失其教与养耳！斯世斯民有能观感兴起，毅然以往哲自励，则是图之刻不为徒矣。因叙厥指以冠篇端。
万历十八年（1590年），著名大儒吕坤收集了历史上贤妇烈女的事迹，著成《闺范图说》一书。此书是吕坤为山西按察使时所作,共四卷。前一卷为嘉言,皆采六经及 《女诫》、《女训》诸文为之训释。后三卷为善行,分女子、妇人、母道各一卷。先叙其本事,并绘图于上方,末附以赞文。言词颇为浅近、通俗易懂。宦官陈矩（执掌东厂）出宫时看到了这本书，购买后带回宫中，被明神宗赐予郑贵妃。郑贵妃将自己的事迹加入，以东汉明德皇后开篇，郑贵妃本人终篇，并亲自加作了这样一篇序文。
此书刊刻于万历二十三年（1595年）七月间，“光艳照一时，朝士争购置案头”。此后，这本小册子却引起了被后世称为明宫三大案之一的“妖书案”。此案牵连死伤众多，朝野震动。至《万历野获编补遗》成书的万历三十四年（1606年）已不多见:10。

## 史料记载
《明史郑贵妃传》：恭恪贵妃郑氏，大兴人。万历初入宫，封贵妃，生皇三子，进皇贵妃。帝宠之。外廷疑妃有立己子谋。群臣争言立储事，章奏累数千百，皆指斥宫闱，攻击执政。帝概置不问。 
《明史孝靖王太后传》：十年四月封恭妃。八月，光宗生，是为皇长子。既而郑贵妃生皇三子，进封皇贵妃，而恭妃不进封。 
《明史孝端顯皇后传》：郑贵妃颛宠，后不较也。 
《明史福恭王传》：初，王皇后无子，王妃生长子，是为光宗。常洵次之，母郑贵妃最幸。
《明史申时行传》：十四年正月，光宗年五岁，而郑贵妃有宠，生皇三子常洵，颇萌夺嫡意。时行率同列再请建储，不听。廷臣以贵妃故，多指斥宫闱，触帝怒，被严谴。 
郑贵妃身负盛宠，福王生，即乞怜神庙，欲立为太子。 
《万历野获编》：万氏以成化二年丙戌封贵妃，生皇长子将百日而薨，未及命名。至妃之薨，则二十三年丁未，想其年必非少艾矣，而恩宠不衰。亦犹今上之专眷郑贵妃，岁三十年也。
册封淑嫔郑氏为德妃册文
德妃册文曰：朕观鸡鸣儆戒，思得贤妃，麟趾繁昌，应由淑女。盖欲佐宣乎内治，亦将茂衍乎宗支，匪嗣徽音，曷孚显命？咨尔淑嫔郑氏，柔嘉玉质，婉嬺兰仪，九御升华，恪守衾稠之度，双环授宠，弥遵图史之规。宜陟崇班。用彰异渥。兹特遣使持节。进封尔为德妃，锡之册命，于戏。四星之象为妃，朕既登贤于峻列，万化之原在德，尔当思义于嘉名。祗服光荣，无忘敬慎，丕荷龙章之贲，永贻燕翼之休，钦哉。
册封德妃郑氏为贵妃册文
贵妃册文曰：兰殿升华，实佐二南之化，椒涂二体，特高九御之班。惟芳徽简在于宸闱，宜宠渥增崇于位序。咨尔德妃郑氏，仪容淑慎，性质柔嘉，供奉下陈，肃肃谨授环之节，周旋中壼，雍雍协佩玉之和。用能效儆于鸡鸣，匪独承荣于鱼贯。爰跻峻列，载示新恩。兹特遣使持节，进封尔为贵妃，锡之册命。于戏，位因德进，芳名已冠于紫庭，贵以谦居，令范无愆于彤管，用翼轩龙之教，聿臻禖燕之祥，钦哉。
册封贵妃郑氏为皇贵妃册文
皇贵妃册文曰：朕惟化理之基，恒资乎贤淑，褒嘉之典，必视其劳勤，位以德迁，制缘义起。咨尔贵妃郑氏，妙膺嫔选，婉娩有仪，婉娩有仪，洊受妃封，恪共尤著。朕孳孳图治，每未明而求衣，尔肃肃在公，辄宣劳于视夜。厥有鸡鸣之助，匪徒鱼贯之充。矧梦既应于熊祥，而庆克昌乎麟趾。益徵令德，宜荷渥恩。兹特以金册金宝，遣使持节，进封尔为皇贵妃。于戏，秩超九御，载增褕翟之光，品冠六仪，寔式轩龙之贵。尔其居宠唯畏，弗懈益虔，茂明图史之规，式赞宫闱之化，副兹异数，光我训词，钦哉。

## 人物评价
明神宗朱翊钧：尔肃肃在公，辄宣劳于视夜。
《明史后妃传》：万、郑两贵妃，亦非有阴鸷之谋、干政夺嫡之事，徒以恃宠溺爱，遂滋谤讪。
万历首辅王锡爵：“即如皇贵妃身处深宫，履兹宠盛，饥寒不切于身，恫瘝不经于目，而亦慨然脱簪遗珥以为救荒之助，则皇仁之所感动可知。其自皇贵妃而上，两宫圣母、皇上中宫任天下国家之重者，必有非常施舍，以救垂绝之民命。以祝皇上圣母万岁，皇贵妃千岁。”
《酌中志》：皇贵妃郑娘娘近侍各于善衙门带俸。

## 墓葬信息
郑贵妃墓位于北京昌平区明十三陵陵区内，十三陵镇万娘坟村（万贵妃墓）而南约1公里处的银钱（泉）山，坐北朝南，是明十三陵的七座妃子墓中规模最宏大的，墓园形制与万贵妃墓基本相同，但多一重外罗城:126。
郑贵妃墓大部分基址尚有遗存，外罗城后部及内城东西墙保存较好。坟园南北通长287米、东西宽218米。外罗城周长812、基部宽1.60、上宽0.6、残高1.90米，以卵石加灰泥垒砌，内外墙皮涂灰泥。门道仅存铺地条石。内城南北长140、东西宽193米，城墙高4.10、厚约1米。基部砌山石，其上砌大城砖，高1.70-3米，上部砌卵石，但每隔0.45-0.55米便砌城砖一层。重门宽2.40米。门内左右两侧各有长方形基址一处，残留部分柱础石，面阔三间，长13.40、进深7.3米，可能为神厨、神库遗址。坟园后部即类似宝城的坟墓:126—127。
郑贵妃是明神宗宠爱的妃子，明神宗死后，明光宗朱常洛继位后，遵从明神宗的遗言，着礼部查例想将郑贵妃封为皇太后，后被众大臣反对乃止。郑贵妃死后得以葬在天寿山帝陵区域内，且陵墓规制宏大，地面建筑多，远远超过其他墓。:127—128
当地居民所述，1949年之前已被盗掘。1960年代，曾有人进入墓室内，仅剩石供器:126—127。坟区内土地曾被居民开垦为耕地，并开挖灌溉渠。2014年时，与十三陵其它文物建筑一同进行全面大修。

## 艺术形象

### 影视形象
2005年《明宫夕照》，萧蔷饰演郑贵妃。
2005年《锦衣卫》，马伊琍饰演郑贵妃。
2007年《皇上二大爷》，陈好饰演郑贵妃。
2010年《神医大道公》，孟霞饰演郑贵妃。
2010年《大明嫔妃》，王艺曈饰演郑贵妃。
2015年《惩毖录》，徐允儿饰演郑贵妃。

### 文学形象
网络小说
《明宫：君心如令》作者： 一曲清泠。
《奸妃重生上位史》作者：彭小仙。
《大明宠妃》作者：空山晚秋

## 备注
1. 1 2  1985年出土、郑贵妃印施的佛经跋语有“大明皇贵妃郑梦境谨发诚心，许造……”一句。有作者据此推断郑贵妃名“梦境”[1]:52。
2. 1 2  出生年份无记载。据其自述“及其十有五年，躬逢圣母广嗣之恩，遂备九嫔之选”，推测为隆庆元年（1567年）左右[1]:52。

## 延伸阅读
[在维基数据编辑]
 《明史卷一百一十四》，出自《明史》